# Jüdischer Friedhof (Horb am Neckar)

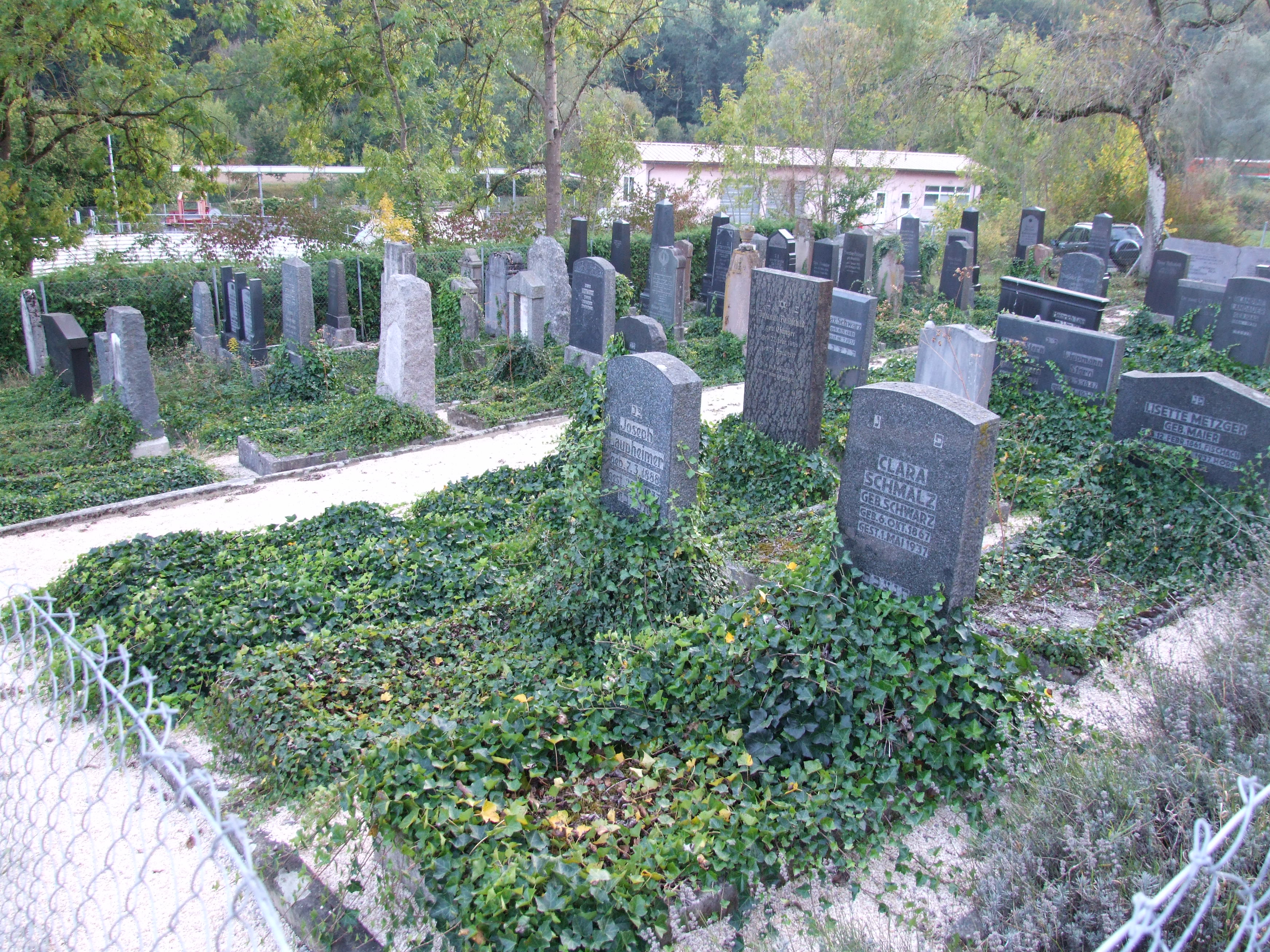
Jüdischer Friedhof

Der Jüdische Friedhof Horb am Neckar, in der Stadt Horb am Neckar im Landkreis Freudenstadt im nördlichen Baden-Württemberg, ist ein geschütztes Kulturdenkmal.
Die jüdische Gemeinde Horb hatte ihre Toten vom 17. bis 19. Jahrhundert auf dem jüdischen Friedhof Mühringen beigesetzt. 1904 wurde ein eigener jüdischer Friedhof an der Mühlener Straße angelegt, der 13,11 Ar groß ist. Heute sind noch 75 Grabsteine (Mazevot) vorhanden. Der älteste ist von 1904 und die letzte Bestattung fand 1952 statt.
Im Jahr 1999 wurde auf dem Friedhof ein Gedenkstein zur Erinnerung an die Geschichte der jüdischen Gemeinde Horb aufgestellt.